# Kim Dzsongun (színművész, 1943)
Kim Dzsongun (hangul: 김정운, handzsa: 金正云, RR: Kim Jeong Woon; Anak, 1943. augusztus 18. –) Nép Színésze díjas észak-koreai színész.

## Élete
Dél-Hvanghe (Dél-Hwanghae) tartománybeli Anakban született 1943-ban. A Kim Dzsongthe (Kim Jong Tae) Tanári Főiskolán tanult, de lemorzsolódott, majd művészetet tanult, és a Dél-Hvanghe (Dél-Hwanghae) tartomány színjátszó körének tagja lett.

## Pályafutása
Szerepelt az 1980-as Star of Korea, az 1985-ös Csungde Csongcshi Csidovon (중대정치지도원, Jungdae Jeongchi Jidowon), az 1986-os Mjongnjong 027-ho és Idzsul szu omnun nanare (잊을 수 없는 나날에, Ij-eul su eobsneun nanal-e), majd tíz évvel később, az 1996-os Jet Kjongüdevon (옛 경위대원, Yet Gyeongwidaewon) című filmekben. Szerepelt továbbá sorozatokban is, köztük a Nation and Destiny-ben, és a Csolmun Cshammudzsang (젊은 참모장, Jeolm-eun Chammujang) első és második részében. 1994-ben megkapta a Nép Színésze díjat.